# Офсетная сделка
Офсетная сделка — вид компенсационной сделки при закупке импортной продукции, существенным условием которой является выставление встречных требований по инвестированию части средств от суммы контракта в экономику страны-импортёра. В мировой практике, офсетные сделки наиболее распространены в сфере импорта продукции военно-промышленного комплекса, но встречаются и в гражданском секторе при закупке дорогостоящей продукции, особенно высокотехнологичной.
В некоторых изданиях словосочетание «офсетная сделка» употребляют с двумя буквами «ф» (от англ. offset). Это ошибочно для русского языка. Верное написание с одной буквой «ф».

## Существующие виды офсетных обязательств
Под офсетными обязательствами понимают вид исполняемых поставщиком продукции требований закупающей стороны. В зависимости от суммы контракта, вида закупаемой продукции, условий по офсетам в стране-импортёре они могут дополняться или сокращаться. Известные на сегодняшний день виды офсетных обязательств:
- прямые инвестиции (в том числе вложения в инвестиционные проекты, напрямую не связанные с поставщиком продукции);
- передача технологий;
- инвестиции в НИОКР;
- открытие совместного производства на территории страны-импортёра;
- размещение производства на территории страны-импортёра;
- строительство специализированных учебных центров, реализация программ подготовки и переподготовки специалистов различной направленности для государства-импортёра;
- развитие инфраструктуры, а также социальной инфраструктуры.

## Внедрение офсетного механизма в России
- В 2010 году в Минэкономразвития России были разработаны «Основные направления внедрения офсетного механизма в Российской Федерации», которые в октябре 2010 года одобрены заместителем Председателя Правительства Российской Федерации С. Б. Ивановым.
- В 2011 году опять же в Минэкономразвития России, в рамках исполнения поручения Президента Российской Федерации Д. А. Медведева[2], были подготовлены поправки в федеральный закон от 25.07.2010 г. № 94-ФЗ «О размещении заказов на поставки товаров, выполнение работ, оказание услуг для государственных и муниципальных нужд», разрешающие внедрение офсетных обязательств при заключении государственных контрактов на поставку товаров[3]. Федеральным законом от 21.04.2011 № 79-ФЗ в Федеральный закон от 21.07.2005 № 94-ФЗ «О размещении заказов на поставки товаров, выполнение работ, оказание услуг для государственных и муниципальных служб» введён пункт 5.3, предусматривающий возможность реализации государственных контрактов с включением встречных требований (офсетов)[4]
- Термин «Офсетная сделка» в российском законодательстве отсутствует.

## Примеры сделок
- В ноябре 1996 года Индия заказала у России 40 истребителей Су-30МКИ при договоренности сроком на двадцать лет выпускать эти самолеты по лицензии на индийском заводе в количестве до 150 штук с правом реэкспорта.
- В 1989 году Франция подписала с Саудовской Аравией контракт на поставку трех фрегатов стоимостью 18 млрд франков. Он предусматривал реинвестиции в экономику страны на уровне 35 % от стоимости контракта. Позже США, Великобритания и Франция подписали с Саудовской Аравией рамочное соглашение о встречных инвестициях в гражданский сектор экономики королевства. Эти соглашения касаются прежде всего высокотехнологичных, а не нефтяных секторов экономики королевства.
- Офсетные сделки широко применяются в Японии с последних десятилетий 20 века.[5]
- По оценке Financial Times, предприятия ОПК западных стран заключили офсетных договоров на 75 миллиардов долларов США[5][6]